# Орочоны

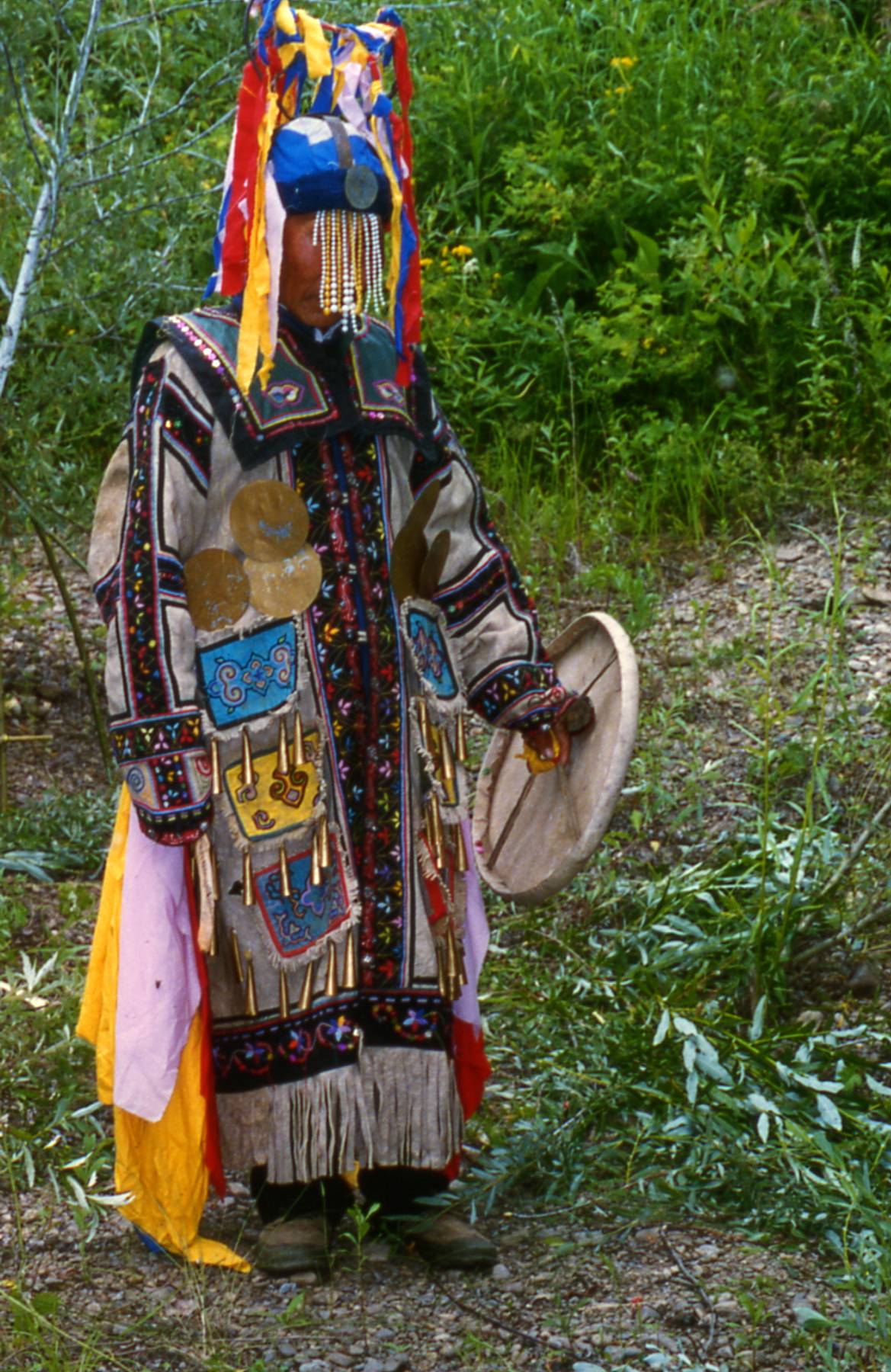
Последний шаман орочонов, Чуоннасуан (кит. : 孟金福; пиньинь : Мэн Цзин Фу), 1994

Орочо́ны, орочены (Орочены: Ороӄэн Уркун; Oroqen Urukun; кит. 鄂伦春族, пиньинь: èlúnchūn zú) — тунгусо-маньчжурский народ в Китае.  Самоназвание ороче̄н упоминается ещё в исторических летописях раннего периода Цинской династии. Этнические названия «орочен», «орочён», «орочоны», «орочи», «орочолы», «ороки» происходят от слова «орон», которым в тунгусо-маньчжурских языках обозначается домашний олень. Оленеводством занимались не только орочоны Верхнего Амура и ороки Сахалина, но и орочи, которые после потери своих оленей поселились на Амуре и на морском берегу, сделались рыболовами и стали вести оседлый образ жизни. Орочонами раньше также называли негидальцев. До 1920-х годов удэгейцев вместе с орочами называли «орочонами», а затем орочоны СССР были формально разделены на три разные этнические группы: орочи, удэгейцы и тазы.
Орочоны населяют районы Большого и Малого Хингана, проживают на территории провинции Хэйлунцзян и во Внутренней Монголии Китая, преимущественно в городском округе (бывшем автономном аймаке) Хулун-Буир, где для них создан Орочонский автономный хошун.
Подробная карта компактных мест проживания орочонов КНР разработана кафедрой иностранных языков Амурского государственного университета. В состав этнических поселений орочонов провинции Хэйлунцзян входят деревни Шибаджан, Баина (на севере провинции), Синшэн, Синьэ, Синьсин (на юге провинции). На территории Орочонского автономного хошуна орочоны проживают в деревнях Тоджамин, Гули, Улубутэ, Номин, Наму, а также в столице хошуна городе Алихэ.

## Язык
Язык орочонский — эвенкийский язык (восточный диалект), относится к алтайской языковой семье тунгусо-маньчжурской языковой группы тунгусской языковой ветви. В последнее время среди орочонов получил широкое распространение китайский язык и китайская письменность (Решетов 1998: 401). Некоторые ученые приписывают языку орочонов КНР самостоятельный статус, считая его языком, отличающимся от языка эвенков-солонов КНР.
По мнению Ханя Юфэня и Мэн Шусянь, всех орочонов, проживающих на территории северо-востока КНР можно разделить на три группы: кумарчены (проживающие к северу от г. Хэйхе), бирарчены (проживающие к югу от г. Хэйхе) и собственно орочоны (проживающие в Орочонском автономном Хошуне). Все три группы причисляют себя к единому этносу и представляют собеседнику себя как «Би орочен бэе». Язык кумарченов, бирарченов и орочонов не однороден и имеет диалектные отличия. Авторы выделяют диалект жителей Орочонского автономного хошуна Внутренней Монголии Китая (деревни Тоджамин, Гули, Улубутэ, Номин, Наму), диалекты Большого Хингана (деревни Шибаджан, Баина) и Малого Хингана (Синшэн, Синьэ, Синьсин) провинции Хэйлунцзян КНР.
По мнению заведующего кафедрой иностранных языков Амурского государственного университета О. Н. Морозовой, амурские эвенки близкородственны китайским орочонам, они понимают друг друга. Благодаря финансовой поддержке Российского фонда фундаментальных исследований в рамках проекта «Речевой корпус эвенкийского языка (аннотированный)» (грант № 17-04-12004в) коллективу ученых Амурского государственного университета была предоставлена уникальная возможность осуществить лингвистические экспедиции к эвенкам Амурской области (РФ) и орочонам провинции Хэйлунцзян, а также Внутренней Монголии (КНР). Лингвистические экспедиции (в пять эвенкийских и два орочонских компактных поселения) были проведены с целью документации, описания и создания лингвистических компонентов корпусного ресурса звучащей исчезающей речи малочисленного коренного населения Приамурья (в тренде наступающего Международного 2019 года языков коренных народов мира). Корпусные разработки по языкам, находящимся под угрозой исчезновения, привлекают внимание к острейшей проблеме утраты таких языков и к настоятельной необходимости сохранять, возрождать и поощрять эти языки, предпринимая дальнейшие экстренные шаги на национальном и международном уровнях. В ходе лингвистических экспедиций были собраны не только звуковые, но и фото- и видеоматериалы в качестве источников визуальной информации, иллюстрирующие особенности современного быта, уклада повседневной жизни, ориентиры общественной жизни и культурной среды территории проживания современных эвенков Амурской области (РФ) и орочонов северо-востока Китая. Орочоны являются ближайшими генетическими родственниками эвенков Амурской области, Забайкальского края, Республики Бурятия. Эвенки упомянутых территорий раньше называли себя орочонами, сейчас же идентифицируют себя только эвенками. На территории Китайской Народной Республики эвенки и орочоны на государственном уровне признаны отдельными этносами. Как те, так и другие проживают во Внутренней Монголии Китая в административно-территориальных образованиях — Эвенкийском и Орочонском автономных хошунах.
В китайском городе Хэйхэ Департамент по национальностям и религиям Правительства г. Хэйхе возглавлял до 2017 года Мо Шаохуа (орочон по национальности), в настоящее время данный пост занимает Ду Чансин (даур по национальности).
Звуковой строй орочонского языка
Артикуляционная классификация орочонских согласных фонем
/рʰ/ — шумный смычный губно-губной сильный (= придыхательный, аспирированный) согласный. Согласный /рʰ/ встречается в позициях начала и середины слова: /pʰа: ra/ «нарты», /pʰiʧʰa: wun/ «пищалка», /tʰunpʰu: n/ «таз», /sarpʰu/ «палочки для еды».
/p/ — шумный смычный губно-губной слабый (= непридыхательный, неаспирированный) согласный. Согласный /р/ встречается в позициях начала слова и середины слова: /рo: na/ «град», /piraхa: n/ «река», /po: ran/ «большая гора», /рi:/ «ты», /pɜjun/ «олень», /ulɜptɜ:n/ «пепел».
/m/ — губно-губной смычный носовой сонант. Встречается во всех позициях реализации: /mo:/ «дрова», /imana/ «снег», /tʰamnaхsa/ «туман», /kiramna/ «кость», /tiram/ «толстый», /tʃalum/ «полный», /ŋunu: m/ «длинный».
/w/ — губно-губной щелевой ртовый сонорный, артикулируемый с плоской щелью. Встречается во всех позициях реализации, например: /awur/ «воздух», /kiwʧʰɜ:n/ «косуля», /minŋi: kʰumaхaw/ «мой изюбрь». В конечной позиции слова и перед согласным фонема /w/ подвергается вокализации [kʰaraʷ], [kiʷʧɜ:n].
/tʰ/ — переднеязычный апикальный смычный сильный (= придыхательный, аспирированный) согласный. Смягчается перед гласными переднего ряда. Встречается в позициях в позициях начала слова и середины слова, например: /tʰiхtɜ/ «дождь», /tʰamnaхsa/ «туман», /o: siхtʰa/ «звезда», /urɜхtʰɜ/ «мелкий дождь».
/ʧʰ/ — среднеязычная сильная (= придыхательная, аспирированная) аффриката. Встречается во всех позициях, кроме конца слова и препозиции к согласному. Примеры употребления в слове: /ʧʰaʧʰare/ «важенка», /pʰiʧʰa: wun/ «пищалка», /tilaʧʰa:/ «солнце», /kiwʧʰɜ:n/ «косуля», /ʧʰuŋuru:/ «пуп».
/t/ — переднеязычный смычный слабый (= непридыхательный, неаспирированный) апикальный согласный. Встречается во всех позициях, кроме препозиции к согласному и в конце слова. Примеры реализации: /ti: l/ «голова», /tilaʧʰa:/ «солнце», /ɜtin/ «ветер», /aхti/ «ветер», /kʰatar/ «скала», /ʧɜхtɜ/ «горелое место», /utun/ «дождь».
/ʧ/ — среднеязычная слабая (= непридыхательная, неаспирированная) аффриката. Примеры употребления в слове: /amuʧi/ «озеро», /ʧɜхtɜ/ «горелое место», /ʧolo/ «камень», /ʧu: r/ «два», /ʧa: n/ «десять».
/n/ — переднеязычный смычный носовой сонант апикального образования. Перед гласными переднего ряда палатализации не подвергается. В ауслауте реализация /n/ всегда имплозивна. Примеры реализации: /natan/ «семь», /tʰuŋŋanŋi:/ «пятьдесят», /tʰаluna/ «молния», /nʲuŋun/ «шесть».
/nʲ/ — переднеязычный смычный носовой палатализованный сонант. Оглушению /nʲ/ не подвергается. Не употребляется в конце слова. Примеры реализации: /nʲanʲa/ «небо», /nʲi:/ «кто», /aŋŋаnʲi:/ «год».
/s/ — переднеязычный щелевой апикальный плоскощелевой сильный согласный. Выделяются два основных аллофона данного согласного, один из которых [ɕ] — среднеязычный плоскощелевой, реализующийся перед гласными переднего ряда, например, [ɕilɜ] «суп», [ɕi:] «ты», [ɕi: хsɜ] «вечером», [ɕе: n] «ухо». Второй аллофон [s] — переднеязычный плоскощелевой, встречается в препозиции к гласным непереднего ряда. Примеры реализации: [su:] «вы», [sɜlɜ:] «железо», [sɜ:хsɜ] «кровь», [saŋnʲan] «дым», [iхsa: n] «иней», [so: rɜ] «горный». В диалекте Орочонского хошуна конечный /s/ не зафиксирован, он имеется в говоре орочонов Большого Хингана, например, [aramus] «длинные наколенники».
/l/ — переднеязычный апикальный щелевой сонант. На слух воспринимается как «европейский» /l/ немецкого или французского типа. Примеры реализации: /silɜ/ «суп», /ti: l/ «голова», /tʰаluna/ «молния», /tilaʧʰa:/ «солнце».
/r/ — переднеязычный дрожащий сонант. В начальной позиции не встречается. В интервокальной позиции в своем большинстве одноударный, нередко встречаются щелевые оттенки /r/. В конце слова часто оглушается и имеет раскатистый характер. Примеры реализации: /kiramna/ «кость», /tiram/ «толстый», /so: rɜ/ «горный», /ʧʰuŋuru:/ «пуп»., /ʧʰaʧʰare/ «важенка», /urɜхtʰɜ/ «мелкий дождь», /ʧu: r/ «два», /kʰatar/ «скала».
/j/ — среднеязычный щелевой звонкий сонант. Реализуется во всех позициях слова. Примеры реализации: /jo: kun/ «горная вода», /pɜju: n/ «олень», /aja/ «хороший», /tala: j/ «море».
/kʰ/ — заднеязычный смычный сильный (= придыхательный, аспирированный) согласный. Примеры реализации: /kʰatar/ «скала», /kʰotʰo/ «нож», /ʧʰimikʰi:/ «палец», /uŋkʰo:/ «сильный дождь», /kʰɜwɜ:r/ «болото», /kʰira/ «подножье горы», /kʰoŋara/ «ущелье».
/k/ — заднеязычный смычный слабый (= непридыхательный, неаспирированный) согласный. Примеры употребления: /kiramna/ «кость», /kiwʧʰɜ:n/ «косуля», /sirki/ «галька» /urke: l/ «водоворот», /ɜktɜŋɜ pira/ «большая река».
/ŋ/ — заднеязычный смычный носовой сонант. Палатализуется перед гласными переднего ряда. Встречается во всех позициях слова. Примеры реализации: /tʰuŋŋanŋi:/ «пятьдесят», /ŋa: la/ «рука», /uŋkʰo:/ «сильный дождь», /maŋŋe:/ «бес, злой дух», /po:ŋ/ «нечистая сила, чудище».
/х/ — заднеязычный щелевой сильный согласный. Дистрибуция заднеязычного щелевого ограничена срединной и конечной позициями слова. В начальной позиции данного согласного зафиксировано не было. Примеры реализации: /piraхa: n/ «река», /ata: хi/ «паук», /sɜ:хsɜ/ «кровь», /si: хsɜ/ «вечером», /urɜхtʰɜ/ «мелкий дождь», /iхsa: n/ «иней», /ulo: х/ «обманщик; ложь».
Артикуляционная классификация орочонских гласных фонем
/i:/ — неогубленный долгий гласный переднего ряда верхнего подъёма узкой разновидности. Встречается во всех позициях в слове, например, /siji:/ «кустарник», /asi:/ «жена, женщина», /usi:/ «узда», /pali:/ «слепой», /ti: l/ «голова», /ɜti:/ «муж», /i: rɜn/ «вошёл», /kʰuli: n/ «червяк», /pi:/ «я», /si:/ «ты».
/i/ — неогубленный краткий гласный переднего отодвинутого назад ряда верхнего подъёма широкой разновидности. Примеры реализации: /ilan/ «три», /tijin/ «четыре», /ilʧʰi:/ «угли от костра», /kʰira/ «подножье горы», /o: хikʰta/ «звезда», /tilaʧʰa:/ «солнце», /axti/ «гром».
/iе:/ — неогубленный долгий дифтонгоид переднего ряда среднего подъёма широкой разновидности. Например, /ie: sa/ «глаз», /ie: lu/ «сажа», /tʰie: sa/ «блюдце».
/а:/ — неогубленный долгий гласный центрального ряда нижнего подъёма широкой разновидности. Примеры реализации: /a: xin/ «печень», /ʧa: n/ «десять», /ŋa: la/ «рука», /anʲa: n/ «тень», /tilaʧʰa:/ «солнце», /ama:/ «отец» (звательная форма).
/а/ — неогубленный краткий гласный центрального ряда нижнего подъёма широкой разновидности. Примеры реализации: /amin/ «отец», /amŋa/ «рот», /ilan/ «три», /tʰu:ŋŋa/ «пять», /tilaʧʰa:/ «солнце», /tʰie: sa/ «блюдце».
/о:/ — огубленный долгий гласный заднего ряда среднего подъёма широкой разновидности. Примеры реализации: /o: хikʰta/ «звезда», /mo:/«дрова», /so: rɜ/ «горный», /to: xi:/ «лось», /uŋkʰo:/ «сильный дождь», /olo: ʧʰi/ «сапоги».
/о/ — огубленный краткий гласный заднего продвинутого ряда среднего подъёма широкой разновидности. Примеры реализации: /omon/ «один», /olo:ʧʰi/ «сапоги», /ʧolo/ «камень», /kʰoŋara/ «ущелье», /kʰotʰo/ «нож».
/u:/ — огубленный долгий гласный заднего ряда высокого подъёма широкой разновидности. Примеры реализации: /ʧu: r/ «два», /tʰu:ŋŋa/ «пять», /mu:/ «вода», /ʧʰu: хa/ «трава», /tʰur/ «открытое место», /uxun/ «грудь», /ʧʰu:ŋuru:/ «пуп», /pɜlu:/ «град».
/u/ — огубленный краткий гласный заднего ряда высокого подъёма широкой разновидности. Ф Примеры реализации: /nʲuŋun/ «шесть», /usun be:/ «ноябрь», /ʧʰu:ŋuru:/ «пуп», /tʰuxsu/ «туча», /ie: lu/ «сажа», /amuʧʰi/ «озеро».
/ɜ:/ — неогубленный долгий гласный переднего ряда среднего подъёма широкой разновидности. Примеры реализации: /ɜ:jɜ/ «лоб», /sɜ:хsɜ/ «кровь», /kiwʧʰɜ:n/ «косуля», /kʰɜwɜ:r/ «болото», [sɜlɜ:] «железо».
/ɜ/ — неогубленный краткий гласный центрального ряда среднего подъёма узкой разновидности. Примеры реализации: /ɜktɜŋɜ pira/ «большая река», /sɜlɜ:/ «железо», /sɜ:хsɜ/ «кровь», /si: хsɜ/ «вечером», /urɜхtʰɜ/ «мелкий дождь», /kʰɜwɜ:r/ «болото», /pɜju: n/ «дикий олень», /so: rɜ/ «горный», /silɜ/ «суп».
| Год переписи | численность (тыс. чел.) |
| ------------ | ----------------------- |
| 1953         | 2,26                    |
| 1964         | 2,70                    |
| 1982         | 4,10                    |
| 1990         | 7,00                    |
| 2000         | 8,19                    |
| 2010         | 8,65                    |
| 2020         | 9,16                    |

## История

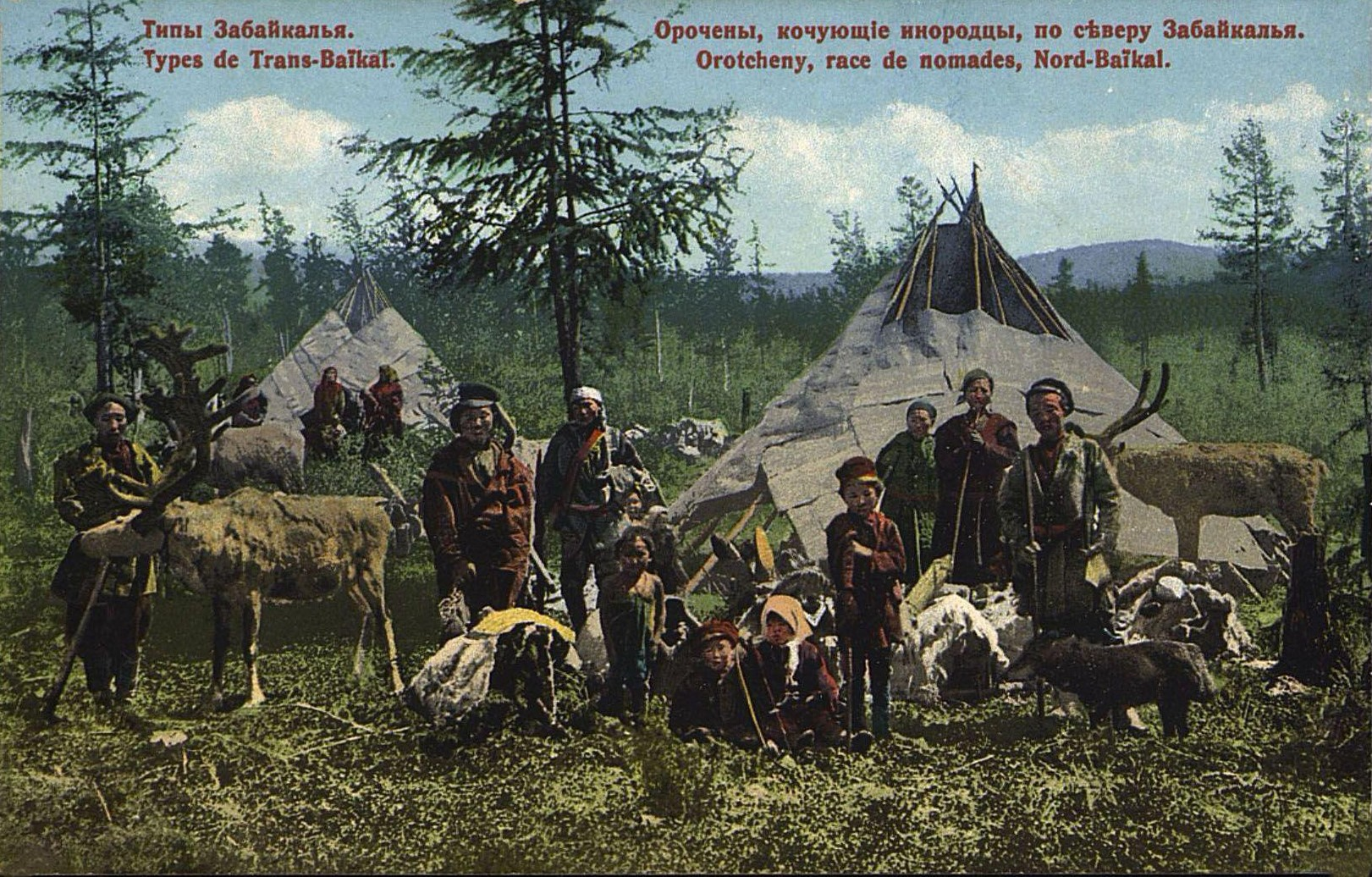
Орочены - кочевники севера Забайкалья, 1900-е гг

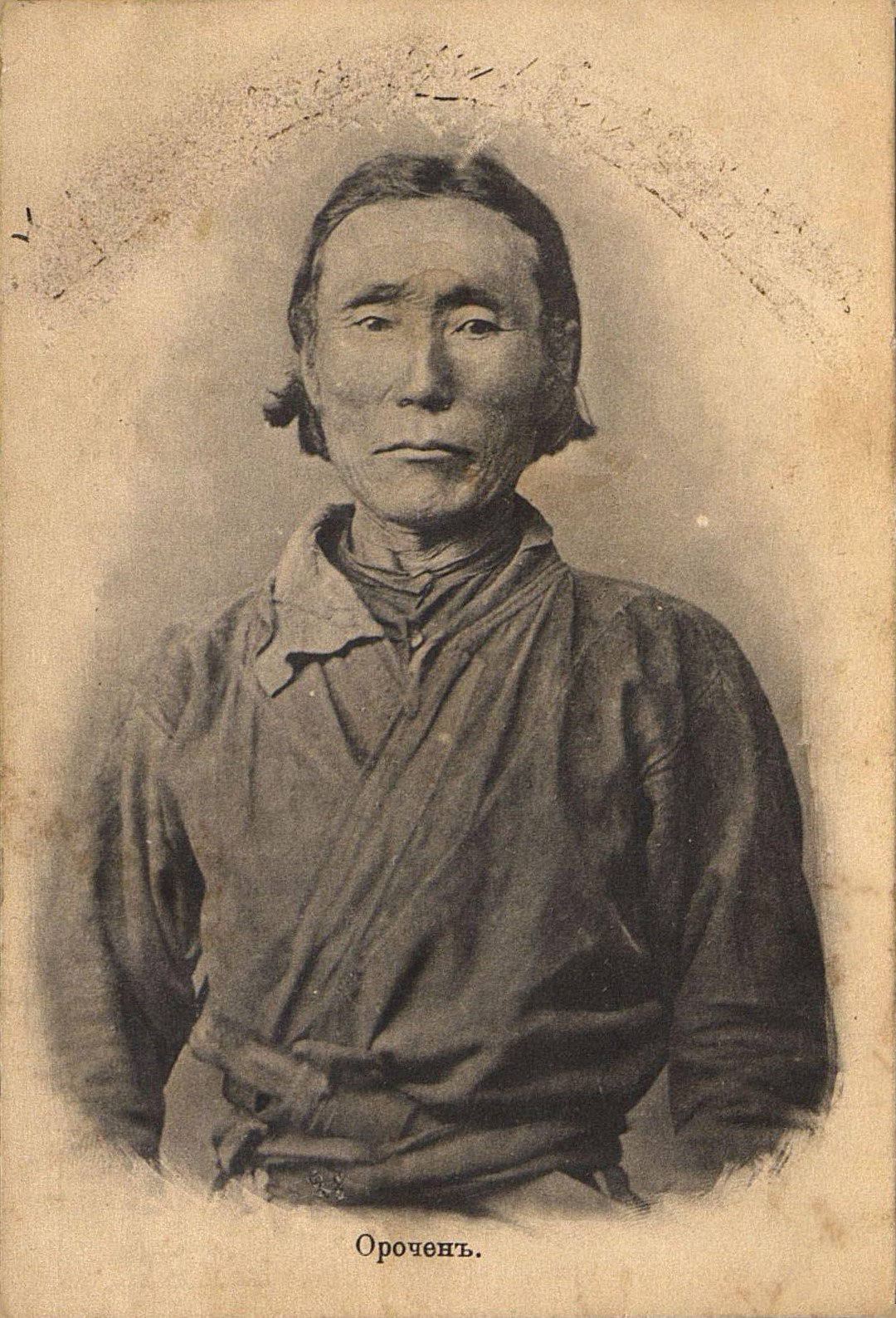
Россия. Орочен (Орочон). 1890-1900-е гг.

Орочонами раньше также называли негидальцев. До 1920-х годов удэгейцев вместе с орочами называли «орочонами», а затем орочоны СССР были формально разделены на три разные этнические группы: орочи, удэгейцы и тазы.
Орочоны переселились в Китай в XVII в. из районов, расположенных к северу от р. Амур. В конце XIX — нач. XX вв. они кочевали по правому берегу Амура, главным образом, по западным склонам Большого Хингана, в бассейнах рек Ганьхэ, Хайлара и Нонни. Ещё в 40-е гг. XX в. Орочоны по-прежнему были кочевым народом, занимавшимся охотой и сохранявшими первобытно-общинный строй. Пойманную на охоте добычу равномерно распределяли среди представителей общины. Свою долю получали также старые, больные и немощные. До образования КНР и проведения демографических реформ национальность орочоны находилась на грани вымирания, насчитывая лишь чуть более 1 тыс. человек. (Баженова 1989: 57) После образования Нового Китая жизнь и быт орочонов значительно изменился. Китайское правительство приняло ряд мер, способствовавших переходу орочонов от отсталого уровня жизни. Выделялись субсидии на защиту леса, компенсации за запрещение охоты, введены были бесплатное здравоохранение и образование, решался вопрос с жильём, поощряя тем самым, орочонов к оседлой жизни. За эти годы они освоили земледелие стали сеять культуры с высокой экономической отдачей, как например древесный гриб и др., животноводство (разводят кур, уток, коров, овец).

## Традиции
Традиционные занятия
- Охота на парнокопытных (косуля, изюбрь, лось, кабан), промысловую птицу. Охотились на лошадях, с собаками, постоянно меняя районы промысла. Также занимались и добычей пушного зверя (зайцы, белки и другие, характерные для отдельных местностей). Помимо активной охоты на пушного зверя использовали и ловушки, преимущественно петли. Рыболовством практически не занимались. (Ермолов 1984: 108—109)
- Из бересты орочоны делают украшенные традиционным орнаментом шкатулки, корзины, кадки, посуду, сундуки и даже мелкие лодки, которые отличаются тонкостью работы и прочностью[5].

Жилище
Конический шалаш — чум, с летними берестяными или корьевыми и зимними кожаными или меховыми покрытиями, с жердяным остовом из 2-3-4 шестов, установленных по кругу и связанных у их вершин. К ним приставляются остальные 25-30 шестов, которые в самом верху ничем не прикрываются. Под этим всегда открытым «окном», посреди чума, находится очаг. Над очагом протягивается горизонтальная жердь с которой свешиваются крюки для котлов и чайников. Ещё одна горизонтальная жердь служит для просушки в чуме одежды. Диаметр чума около пяти метров. В центре чума на открытом очаге в чугунном котле варится пища, по бокам на подстилках из шкур располагаются люди, причём, у каждого члена семьи своё место. Постоянное место главы семьи в заднем северном секторе чума, женщины и дети — по бокам от входа. Все вещи, не нужные для жизни в чуме, хранятся снаружи во вьючных сумках и около чума.
Одежда
Основная особенность общетунгусского костюма — его «составность»: кафтанчик, не сходящийся на груди; нагрудник, подвешенный на шею; натазники; пуговицы; унты. Причём мужской костюм от женского не отличался по крою, разве что женский кафтанчик был более украшен и немного длиннее мужского.

## Религия
До 1950 г. основным верованием орочонов являлся шаманизм, причём как мужской так и женский, а также анимизм и культы предков. В настоящее время в их среде распространилось также и христианство (православие). (Решетов 1998: 401)

## Современное состояние

### Занятия
В 1990-е годы правительство КНР полностью запретило охоту на Хингане. Орочоны получают субсидии от китайских властей, бесплатное здравоохранение и образование. В результате орочоны освоили земледелие (в том числе разведение древесного гриба), животноводство (куры, утки, овцы и коровы).

### Питание
На начало 2010-х годов в рационе питания орочонов обычные китайские блюда, свинина.

### Жилище
В 1950-е годы орочоны стали жить в деревянных домах, но традиционные чумы сохранялись, в 2010-е годы молодые семьи обитают в кирпичных домах с черепичными крышами.

### Традиционные ремесла
В 2010-е годы сохранилось традиционное изготовление изделий из бересты, из кости, вышивки (только металлическими иглами и шелковыми нитями фабричного производства).

### Связи с российскими эвенками
10 декабря 2014 года в Амурской области РФ на базе Амурского государственного университета состоялась Первая Международная олимпиада среди школьников по эвенкийскому (орочонскому) языку и культуре эвенков (орочонов). В дальнейшем олимпиада получила название "Международная Олимпиада по языку и культуре эвенков России и орочонов Китая «Турэн». Руководителем данного международного образовательного проекта (2014—2018) является О. Н. Морозова, зав.кафедрой иностранных языков АмГУ. Если в первой олимпиаде приняли участие 18 амурских школьников от 10 до 16 лет из разных муниципалитетов области и три школьника из г. Хэйхе (КНР), то уже в пятой международной олимпиаде — 130 участников (из них 57 орочонов). В ходе олимпиадного тестирования выяснилось, что для детей-орочонов Китая отражение звучания родного орочонского языка на письме средствами китайской письменности (иероглифы, пиньин) представляет значительные трудности. Известно, что орочонский язык в Китае не имеет письменности и передается от поколения к поколению в устной форме. Тем не менее, учеными Китая разрабатываются словари, где устная форма находящегося под угрозой исчезновения орочонского языка передается посредством международного фонетического алфавита []. К настоящему времени проведено пять международных олимпиад по языку и культуре эвенков России и орочонов Китая «Турэн». Председателями жюри являются: с российской стороны — к.ф.н., ведущий научный сотрудник Института Лингвистический Исследований РАН Н. Я. Булатова, с китайской стороны — представитель Научного общества орочонов провинции Хэйлунцзян Мэн Шусянь.
В последние 10 лет эвенки Амурской области РФ и орочоны провинции Хэйлунцзян КНР тесно общаются друг с другом на мероприятиях, организованных Министерством культуры и национальной политики Амурской области и Департаментом по национальностям и религиям Правительства г. Хэйхе. Кроме того, высшие учебные заведения г. Благовещенска (Амурский государственный университет, Благовещенский государственный педагогический университет) проводят научные изыскания по изучению, документированию и сохранению не только языка коренного населения Амурской области — эвенков, но и языка орочонов, проживающих на приграничной территории в провинции Хэйлунцзян.

## Генетика
90 % орочонов имеют Y-хромосомную гаплогруппу C (у эвенов — 60 %, эвенков — 54 %, бурятов — 60 %, монголов — 52 %).